# Tuffi dalle grandi altezze ai campionati mondiali di nuoto 2023
Le competizioni di tuffi dalle grandi altezze ai campionati mondiali di nuoto 2023 si sono svolte dal 25 al 27 luglio 2023 nelle acque del Seaside Momochi Beach Park di Fukuoka, in Giappone.
Sono state disputate due gare, maschile e femminile, di 4 tuffi ciascuna.

## Calendario
| Data           | Ora (UTC+9) | Evento              |
| -------------- | ----------- | ------------------- |
| 25 luglio 2023 | 11:30       | Femminile tuffi 1-2 |
| 25 luglio 2023 | 14:00       | Maschile tuffi 1-2  |
| 26 luglio 2023 | 12:00       | Femminile tuffi 3-4 |
| 27 luglio 2023 | 12:00       | Maschile tuffi 3-4  |

## Podi
| Evento               | Oro                 | Punteggio | Argento             | Punteggio | Bronzo           | Punteggio |
| -------------------- | ------------------- | --------- | ------------------- | --------- | ---------------- | --------- |
| Maschile (dettagli)  | Constantin Popovici | 472,80    | Cătălin-Petru Preda | 438,45    | Gary Hunt        | 426,30    |
| Femminile (dettagli) | Rhiannan Iffland    | 357,40    | Molly Carlson       | 322,80    | Jessica Macaulay | 320,95    |

## Medagliere
| Pos.   | Paese     | Oro | Argento | Bronzo | Totale |
| ------ | --------- | --- | ------- | ------ | ------ |
| 1      | Romania   | 1   | 1       | 0      | 2      |
| 2      | Australia | 1   | 0       | 0      | 1      |
| 3      | Canada    | 0   | 1       | 1      | 2      |
| 4      | Francia   | 0   | 0       | 1      | 1      |
| Totale | Totale    | 2   | 2       | 2      | 6      |